# Oreogrammitis nipponica
Oreogrammitis nipponica är en stensöteväxtart som först beskrevs av Tag. och K. Iwats., och fick sitt nu gällande namn av Barbara S. Parris. Oreogrammitis nipponica ingår i släktet Oreogrammitis och familjen Polypodiaceae. Inga underarter finns listade.